# أندي هيس (سياسي)
أندي هيس هو سياسي أمريكي، ولد في 20 يوليو 1923 في أبيلين في الولايات المتحدة، وتوفي في 23 مايو 2015.